# 東京大学航空研究所

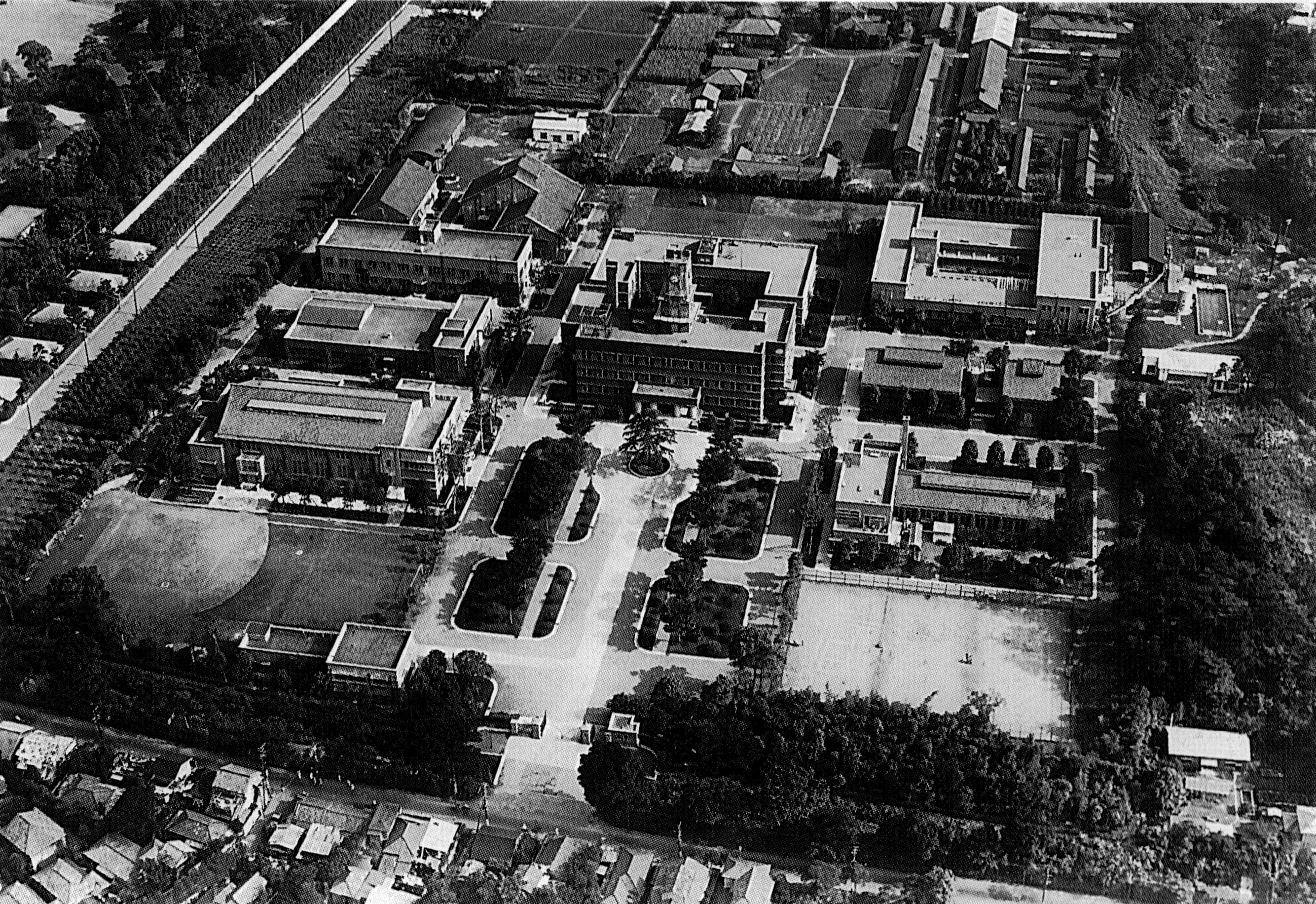
1935年頃の東京帝国大学航空研究所

東京大学航空研究所（とうきょうだいがくこうくうけんきゅうしょ）は、かつて存在した日本の研究所。東京帝国大学（現東京大学）が航空機の基礎的学理に関する研究を行うために創設した。

## 概要

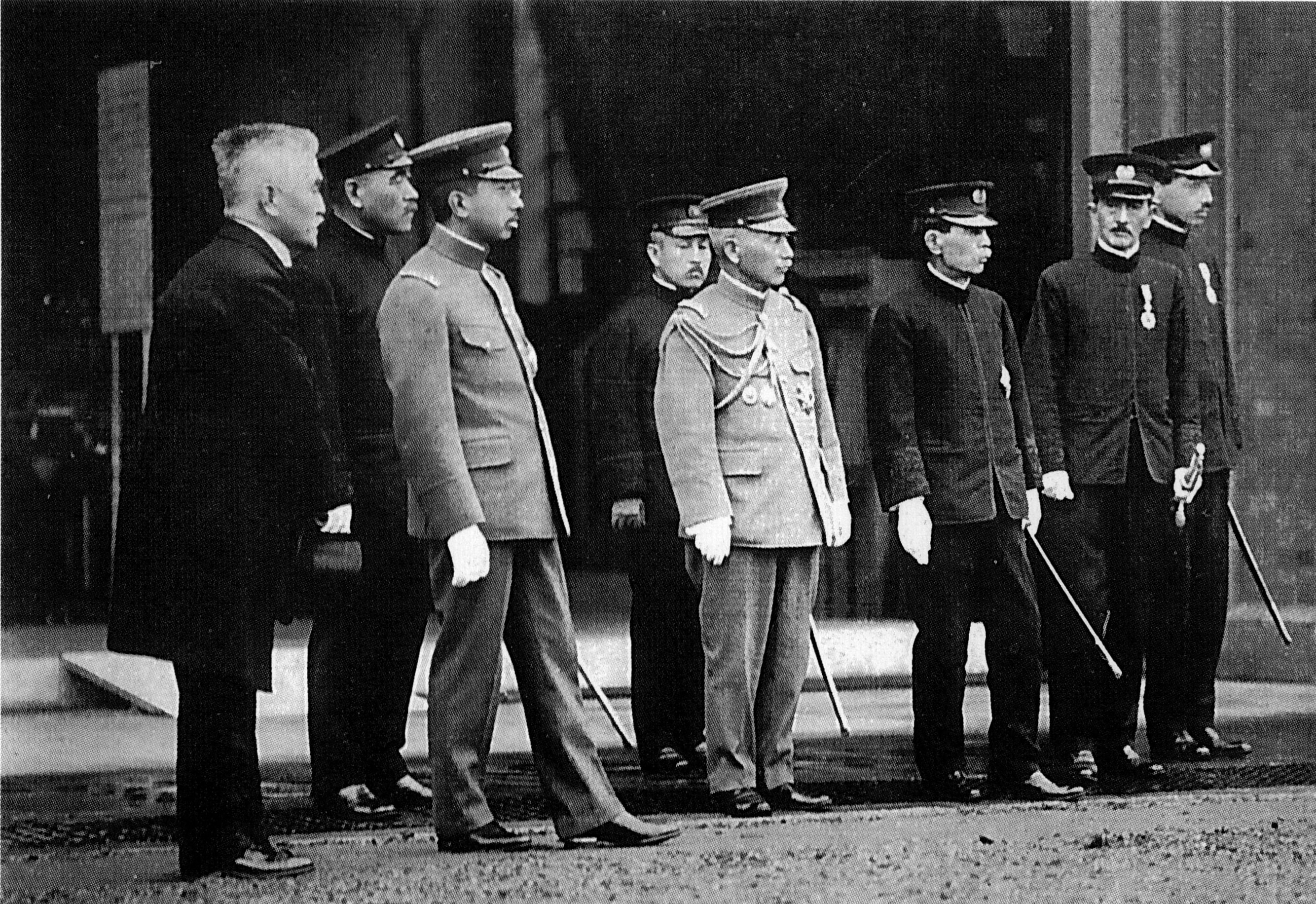
昭和天皇の航空研究所臨幸（1931年）

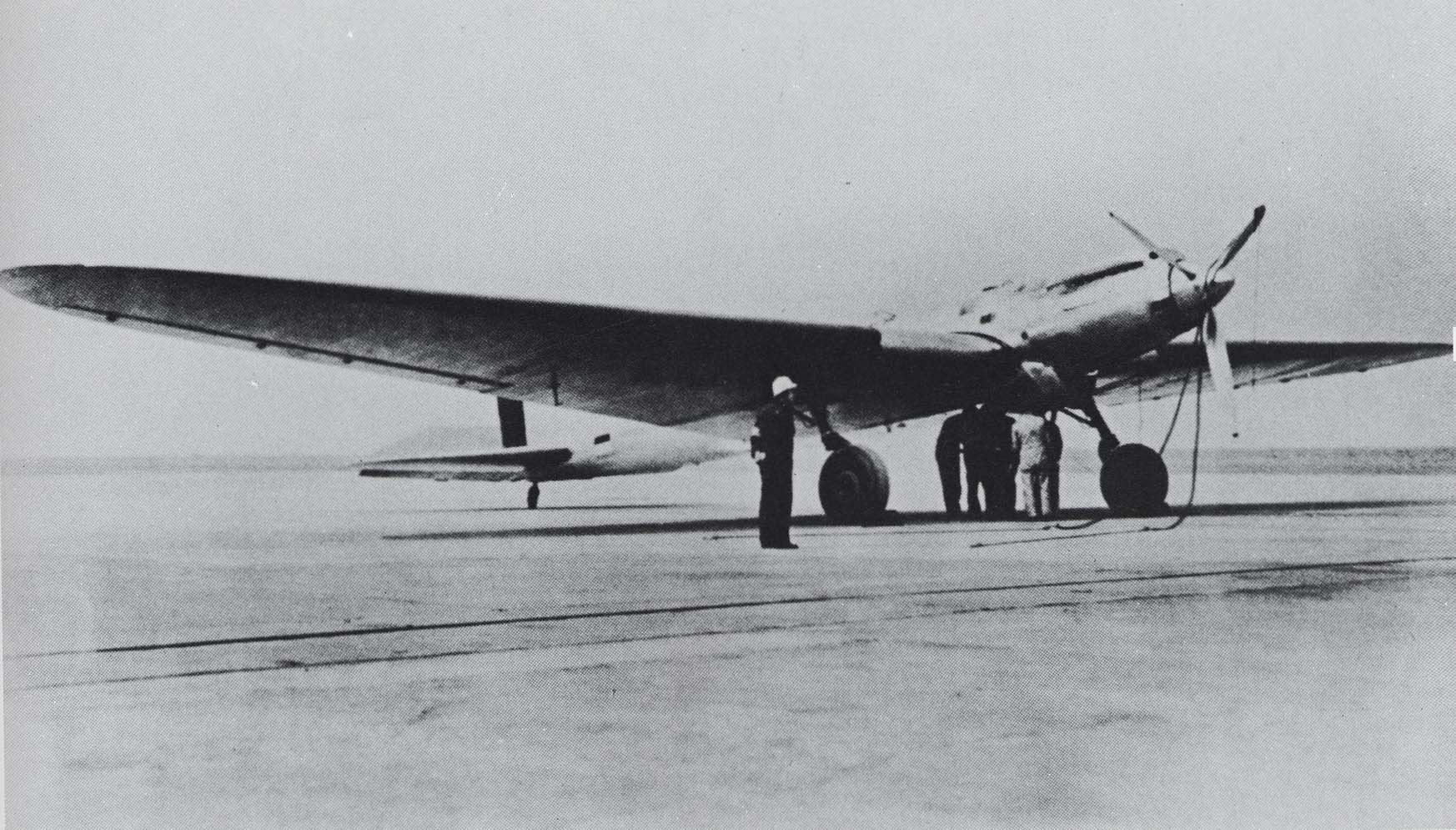
航研機

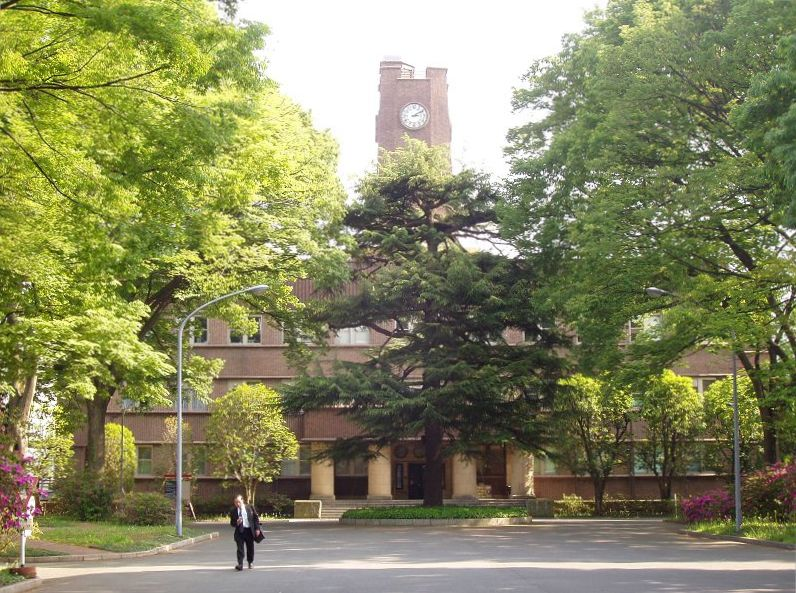
先端科学技術研究センター13号館
（旧航空研究所本館）

1910年代（大正時代初期）、日本の航空技術及び研究体制は軍民とも貧弱であり、機械工学科では蒸気機関の研究が中心で内燃機関はまだ興味を持たれ始めたところで、航空エンジンどころか自動車エンジンの教材も無かった。流体関係では水ポンプや水車に関する水力学はあったが、飛行機の翼に関するものは無かった。発展に置いて行かれることに気づき、独立した研究機関を建設すべきとなった。
1918年（大正7年）4月1日、東京帝国大学航空学調査委員会が航空研究所となる。同年7月に、東京市深川区越中島の東京工業試験所跡地（現東京海洋大学越中島キャンパスグランドの隣）へ移転。1920年9月、初の授業が開始される。1923年（大正12年）9月1日、関東大震災に被災。応急処置を施したまま研究を続けていたが、1930年（昭和5年）、農学部跡地であった東京府目黒町駒場（現在の駒場IIキャンパス）に移った。
航空研究所としては外観、内容、ともに欧米のそれに勝るとも劣らない、日本の学術施設としては屈指の大施設であった。所長の下、研究を行う所員（帝国大学教授、助教授、陸海軍佐尉官、同相当官から補せられる）があり、これを助ける技師、技手以下職員（昭和初年300名弱）がいた。
所内は、物理部、化学部、冶金部、材料部、風洞部、発動機部、飛行機部、測器部、航空心理部などに分かれ、研究成果は『航空研究所報告』（不定期刊行）、『航空研究所彙報』（月刊）に発表された。
敷地は17000坪、建坪4000坪、昭和7年度の経常費63万円。
他の陸軍航空本部技術部（東京府立川）、海軍航空廠（神奈川県田浦）のように、航空機の設計、製作を直接に主眼とする研究施設とは異なる。
戦後はGHQの航空禁止令により、一切の航空技術の研究が禁じられてしまう。そこで航空研も人員を削減し、1946年3月から理工学研究所として再出発することになる。その後、サンフランシスコ講和条約により航空研究が再び可能になり、1958年4月に航空研究所が復活。1964年4月には宇宙航空研究所に改組され、1981年4月に文部省の宇宙科学研究所と7年間の時限的組織としての東京大学工学部附属境界領域研究施設に分割される。
1987年5月に境界領域研究施設から新組織として先端科学技術研究センターが設立され、それに伴い宇宙科学研究所の大部分は相模原に移転した。境界領域研究施設は1988年3月に廃止された。そして現在、航空研の跡地である駒場IIキャンパスには、先端研をはじめとした東大の様々な部局の建物や、宇宙科学研究所の建物が建ち並び、学際的な空気の中で最先端の科学技術研究が展開されている。